# دفتر هماهنگی همکاری‌های مردم با رئیس‌جمهور
دفتر هماهنگی همکاری‌های مردم با رئیس‌جمهور یک سازمان سیاسی بود که در سال ۱۳۵۸ بنیان‌گذاری شده و رابطهٔ نزدیکی با رئیس‌جمهور وقت ایران سید ابوالحسن بنی‌صدر داشت. از آن جایی که بنی‌صدر اعتقادی به فعالیت حزبی در ایران نداشت، تمایلی به ایجاد یک حزب نداشت. با این حال و علی‌رغم استفاده از عنوان «دفتر»، این سازمان به جهت انجام برخی از کارکردهای یک حزب سیاسی ایجاد شده بود و در سراسر کشور، شعبه داشت. از دفتر هماهنگی به عنوان یک «حزبِ بی نام و نشان» نام برده شده‌است.

## حضور در انتخابات مجلس
دفتر هماهنگی برای شرکت در نخستین انتخابات مجلس شورای اسلامی، یک فهرست انتخاباتی ارائه کرد که برخی نامزدهای آن با نهضت آزادی ایران، جبهه ملی ایران و سازمان مجاهدین خلق ایران مشترک بود. سید فتح‌الله بنی‌صدر (دادستان کل کشور و برادر رئیس‌جمهور)، محمد مبلغی اسلامی (مدیر آیندهٔ شبکه دو و نیز سرپرست موقت سازمان صدا و سیما) و محمد جعفری (سردبیر روزنامهٔ انقلاب اسلامی) از جمله نامزدهای اختصاصی دفتر هماهنگی بودند.
به گزارش روزنامهٔ اطلاعات در سوم خرداد ۱۳۵۹، تعداد راه‌یافتگان فهرست انتخاباتی دفتر هماهنگی به مجلس، ۵۳ نفر بود که ۲۰ نفر از آنان نامزدهای غیراختصاصی و مشترک با سایر فهرست‌ها بودند. به گفتهٔ هوشنگ اسفندیار شهابی، آنها یک اقلیت در مجلس تشکیل داده بودند. سیاوش رنجبر دائمی تخمین زده‌است که تعداد اعضای آن در نهایت به کمتر از دوازده نماینده رسیده باشد. با این وجود در ابتدای کار مجلس، به نظر می‌رسید که حتی حدود چهل نفر از نمایندگان مستقل نیز طرفدار بنی‌صدر باشند. از سوی نزدیکان بنی‌صدر ادعا شده بود که مجموع حامیان رئیس‌جمهور در مجلس، ۷۴ نفر هستند.
احمد سلامتیان و احمد غضنفرپور از راه‌یافتگان سرشناس به مجلس تحت لوای دفتر هماهنگی بودند. همچنین اعظم طالقانی (دختر سید محمود طالقانی) در حالی از حوزه انتخابیه تهران، ری و شمیران به مجلس راه یافت که فقط در فهرست انتخاباتی دفتر هماهنگی قرار داشت.

## مشارکت در انقلاب فرهنگی
سه روز پس از اختلال‌آفرینی برخی گروه‌های دانشجویی در سخنرانی روز ۲۶ فروردین ۱۳۵۹ یکی از اعضایِ روحانیِ شورای انقلاب اسلامی ایران در دانشگاه تبریز، گروه دانشجویان پیرو خط امام دانشگاه را تحت کنترل خود درآورد. آنها این اقدام را در راستای پیام‌های پاییز ۱۳۵۸ و نوروز ۱۳۵۹ رهبر انقلاب یاد کرده و «پاک‌سازی دانشگاه از عوامل مضر و ضد انقلاب»، «انحلال سیستم فعلی دانشگاه از سیستم امپریالیستی» و «ایجاد سیستم اسلامی از لحاظ اداری و آموزشی» را جزو نخستین اهداف خود برشمرده شده بودند. این اقدام از سوی دانشجویان دیگر دانشگاه‌ها مورد تقلید قرار گرفت و رقابت‌های پنهانِ سیاسی و عقیدتی گروه‌های رقیب در عرصه‌های سیاسی و اجتماعی را آشکار کرد. مطالبهٔ تحول در دانشگاه‌ها که نظر مشترک همهٔ گروه‌ها بود، دانشگاه‌ها را به تعطیلی کشاند.
در میانهٔ این التهاب‌ها، دفتر هماهنگی نیز وارد عمل شد. گردهمایی «انقلاب فرهنگی اسلامی» با مدیریت دفتر هماهنگی و به میزبانی دانشگاه ملی ایران از ۱۷ تا ۲۰ اردیبهشت برگزار شد که با استقبال نخبگان سیاسی و فرهنگی، اساتید، و دانشجویان همراه بود. مهدی بازرگان، مسعود رجوی، حسن حبیبی، شمس آل‌احمد، ناصر تکمیل همایون، محمدتقی جعفری، سید عبدالکریم موسوی اردبیلی و علی شریعتمداری از جمله افراد سرشناس در این گردهمایی بودند. گزارش مجموعهٔ سخنرانی‌های این گردهمایی در کتاب انقلاب فرهنگی اسلامی دانشگاه‌ها در ایران منتشر شده و بازتاب‌دهندهٔ نظرات افراد و گروه‌های مختلف است.

## پی‌نوشت‌ها